# Journal of Mathematical Analysis and Applications
El Journal of Mathematical Analysis and Applications es una revista académica en matemáticas, especializada en análisis matemático y temas relacionados en matemáticas aplicadas . Fue fundada en 1960, como parte de una serie de nuevas revistas sobre áreas de las matemáticas publicadas por Academic Press ,  y ahora es publicada por Elsevier . Durante la mayoría de los años desde 1997, SCImago Journal Rank la ha clasificado entre el 50% de las revistas más importantes en sus áreas temáticas.

## Métricas de revista
2025
- Web of Science Group : 1.583
- Índice h de Google Scholar: 162
- Scopus: 1.38